# Chasmocarcinus arcuatus
Chasmocarcinus arcuatus is een krabbensoort uit de familie van de Chasmocarcinidae. De wetenschappelijke naam van de soort is voor het eerst geldig gepubliceerd in 1998 door Coelho Filho & Coelho.